# Alexandru Săvulescu (arquitecto)
Alexandru Săvulescu (n. 1847, Cerneți, condado de Mehedinți - m. 1904 ) fue un arquitecto rumano, uno de los primeros representantes destacados de la escuela rumana de arquitectura moderna.  Combinó elementos de la arquitectura tradicional bizantina y la arquitectura rumana con el Art Nouveau francés en un estilo ecléctico. Trabajó como arquitecto jefe del Ministerio de Educación Pública y Asuntos Religiosos y presidente de la Sociedad Rumana de Arquitectos. Ayudó a fundar tanto esta última organización como la Escuela Nacional de Arquitectura de Rumania. Algunos de sus edificios más famosos son el Palacio Comunal de Buzău, el Palacio Noble y el Palacio de Correos y Telégrafos, que ahora alberga el Museo Nacional de Historia de Rumanía.

## Biografía
Alexandru Săvulescu nació (según el registro de matrícula y el expediente del estudiante) el 5 de agosto de 1847 . Estudió en Bucarest y París, de donde regresó a Rumanía en 1874. Fue durante un tiempo el arquitecto del Ministerio de Instrucción Pública y Cultos. En esta capacidad, diseñó los edificios de varias escuelas intermedias y secundarias.
Entre 1895-1902 fue presidente de la Sociedad de Arquitectos Rumanos, fundada en 1891.
Fue uno de los fundadores de la Escuela de Arquitectura de Bucarest.
Su obra más famosa es el Palacio de Correos y Telégrafos de Bucarest, construido entre 1894-1900. Desde 1972, el edificio es la sede del Museo Nacional de Historia de Rumanía y desde 2004 del Museo Nacional Filatélico.
Entre los monumentos arquitectónicos de la ciudad de Brăila, diseñado por Alexandru Săvulescu, también se encuentra el Gimnasio "Nicolae Bălcescu", construido entre 1885-1886 en estilo neoclásico en Alexandru Ioan Cuza Blvd. no. 182. Actualmente alberga el "Colegio Nicolae Bălcescu".
El edificio del Colegio Nacional "Traian" de Drobeta-Turnu Severin, fue construido entre 1890-1892, Casa II (1892 - 1897 estilo Art Nouveau), según los planos de Alexandru Săvulescu. En el frontispicio del edificio se encuentran los bustos de Vasile Alecsandri, Ion Heliade Rădulescu y Publius Ovidius Naso .
En Câmpulung se encuentra el busto de Dimitrie Giurescu, héroe de la Guerra de la Independencia de 1877, comandante del batallón Dorobanti Muscel, fallecido el 7 de noviembre de 1877. Es la creación del escultor Dimitrie Demetrescu Mirea y el arquitecto Alexandru Săvulescu y fue construido en 1897, por iniciativa del coronel Scarlat Geanolu, en el patio del antiguo cuartel del 2º batallón "Muscel" del 4º regimiento Dorobanti. El busto está montado sobre una base alta y maciza, sobre la que se fijan dos losas de mármol negro.
En 1897, en Alejandría, la escuela de la calle Libertății, no. 310, fue mandada construir por el Ayuntamiento, según los planos del arquitecto Alexandru Săvulescu, por el empresario M. Frangulea, en un terreno en la plaza “Ștefan cel Mare”, de ahí el nombre de la escuela del “ȘTEFAN CEL MARE ”Escuela Primaria de Niños.
Entre 1896 y 1904, se construyó en Buzău el edificio del Palacio Comunal, según los planos del arquitecto Alexandru Săvulescu, un edificio en el que, en la actualidad, se encuentra la sede del Ayuntamiento de Buzău. Declarado monumento arquitectónico, el Palacio Comunal está construido al estilo del Renacimiento italiano, en la arquitectura del edificio hay torres y logias, como elementos definitorios de la corriente.

## Galería

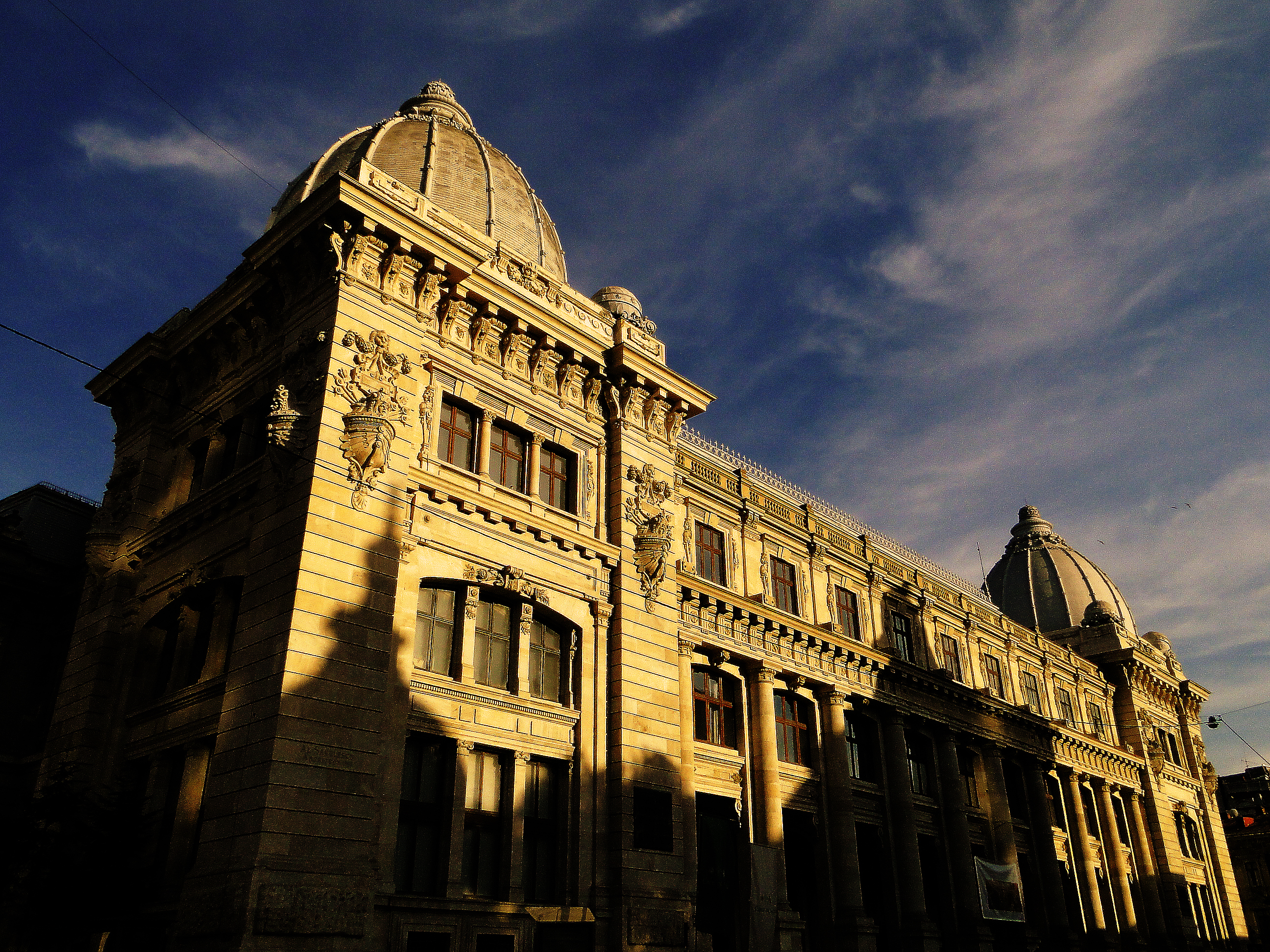
CASA IIBiserica Amzeii 22 Bucarest
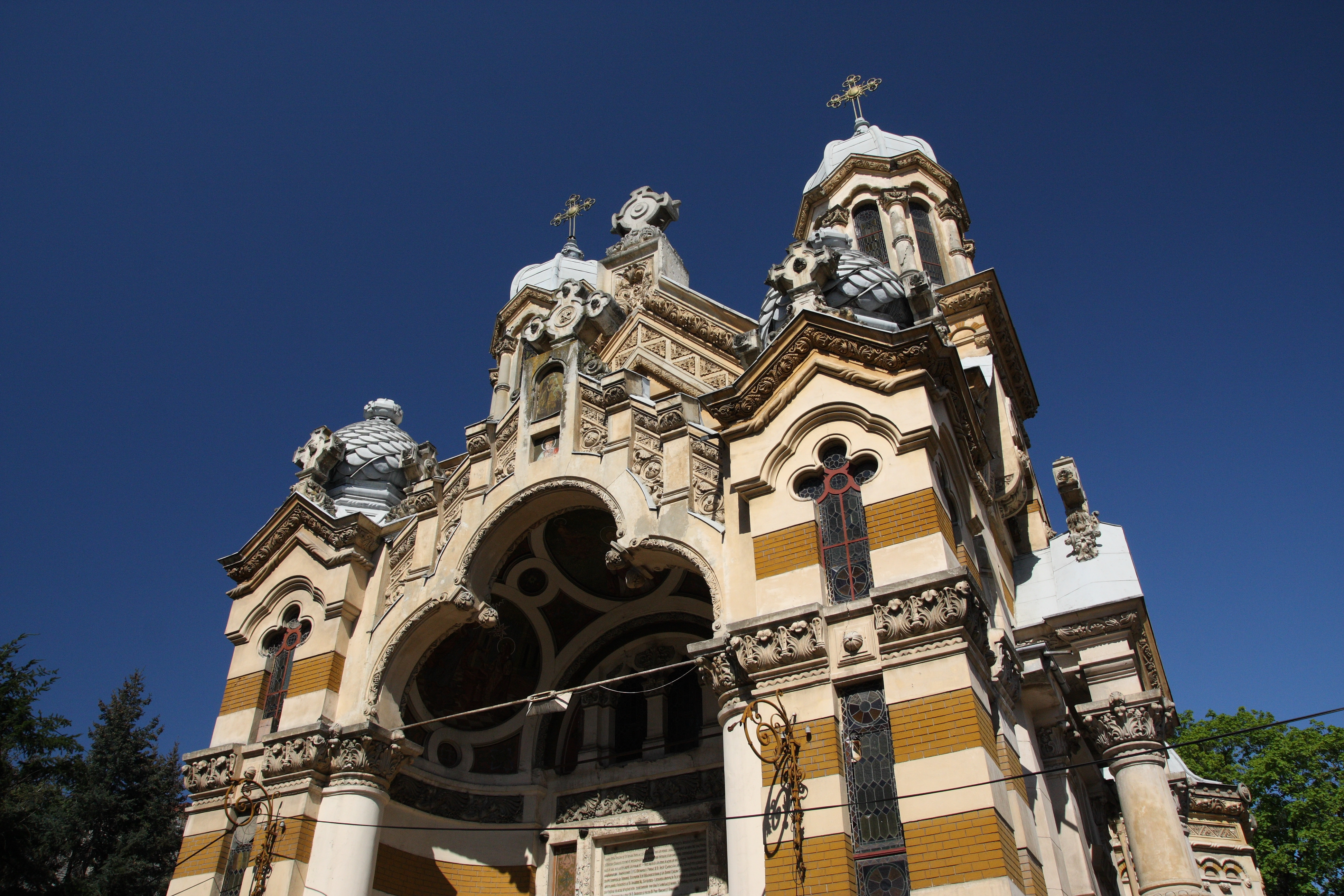
Iglesia Amzei en Bucarest (1898-1901)
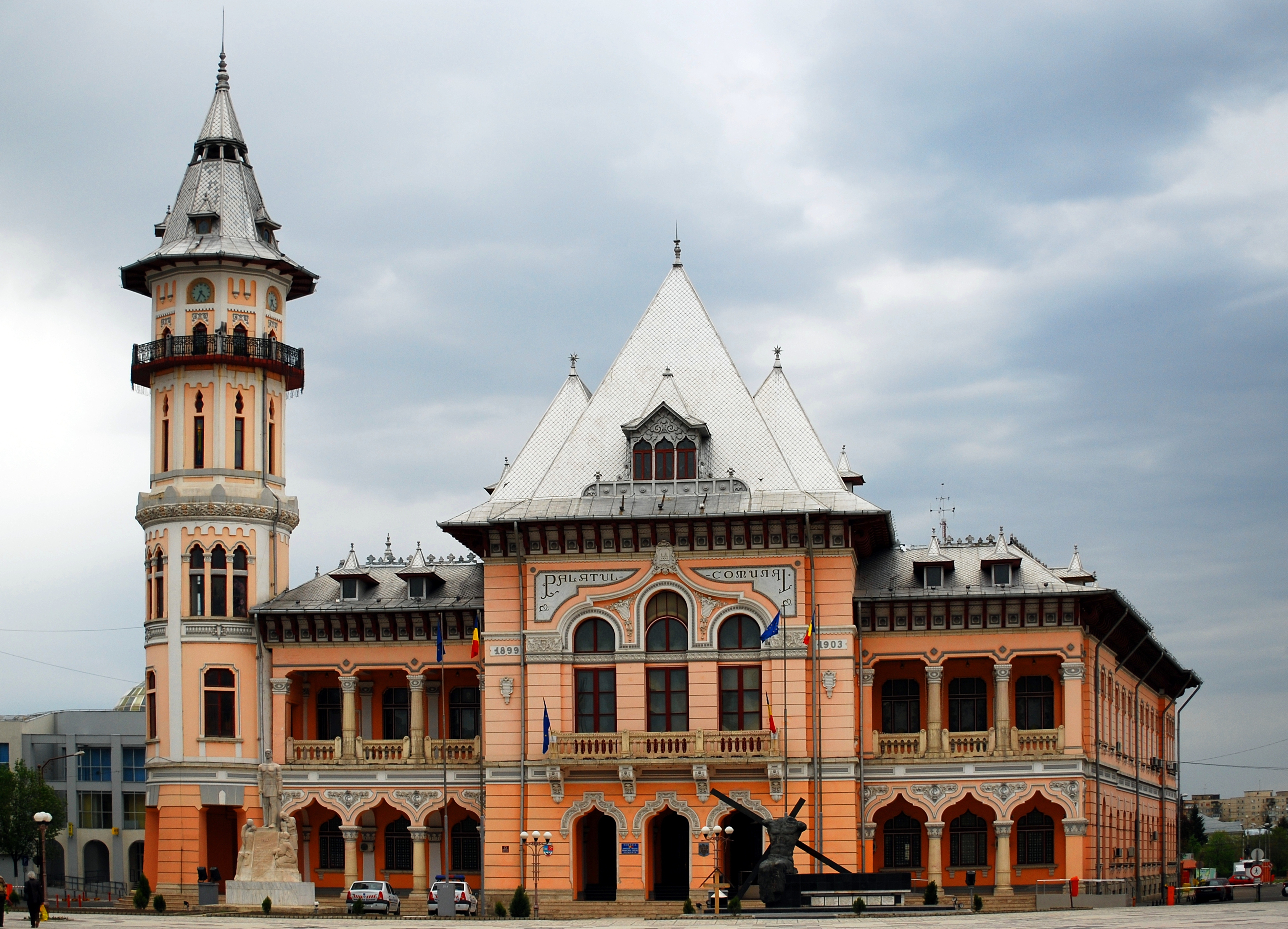
Palacio Comunal de Buzău (1899-1903)